# فهرست وابسته‌های دیپلماتیک در اردن
این مقاله در مورد مأموریت‌های دیپلماتیک در اردن صحبت می‌کند. در حال حاضر، پایتخت امان میزبان ۷۰ سفارتخانه است. چندین کشور دیگر سفیرانی دارند که از پایتخت‌های کشور دیگر معتبر هستند. کنسولگری‌های افتخاری از این لیست مستثنی هستند.

## نمایندگی‌های دیپلماتیک با وضعیت سفارت
- استرالیا
- اتریش
- الجزایر
- جمهوری آذربایجان
- افغانستان
- برزیل
- بحرین
- بنگلادش
- بلژیک
- بوسنی و هرزگوین
- بلغارستان
- برونئی
- چین
- شیلی
- کانادا

## نمایندگی‌ها دیپلماتیک غیر مقیم

### مقیم درابوظبی.امارات متحده عربی
- کاستاریکا[۱]